# Yale Mervin Charles McCann
Yule Mervin Charles McCann (Castle Rock, 4 de diciembre de 1899-Wellington, 29 de noviembre de 1980) fue un botánico indio, de origen británico. Escribió libros muy populares de los árboles de la India y editado una flora regional principal, aparte de publicar muchas de sus otras observaciones, principalmente en la revista de la "Bombay Natural History Society, BNHS" donde era asociado.
Su exposición a la naturaleza durante su infancia en los bosques de la zona de Goa lo interesaron de por vida. Estudió en el "Colegio St. Mary's High School" en Mazagaon, Bombay (hoy Bombay), trabajando por un tiempo bajo el Padre Ethelbert Blatter en el "St. Xavier's College" como asistente de laboratorio y curador. Entre 1916 a 1920 trabajó con Blatter en botánica. Trabajó brevemente con la policía de la ciudad de Bombay y se unió a la Bombay Natural History Society(BNHS) como un recolector para el Estudio de Mamíferos. Trabajó en la encuesta en torno a 1921 a 1922, en las colinas Palni y también en las zonas del delta del Indo.
En 1946, renunció a su puesto en el BNHS, y migró a Nueva Zelanda. Allí se unió al "Museo Dominion de Wellington" como zoólogo de vertebrados. Se interesó en las colecciones de ballenas y de peces así como de los de aguas profundas.

## Algunas publicaciones

### Journal of the Bombay Natural History Society
- On the Breeding Habits of some Myriapoda. JBNHS. 26: 303–4
- A note on the Habits of the Large-scaled Earth Snake (Silybura macrolepis) JBNHS 29: 1062–3
- Occurrence of the worm-like Batrachian Ichthyophis monochrous at Khandala, Poona District. JBNHS 31: 1039
- The Study of Plant Life—(3 parts) Vols. JBNHS 32: 692–703 (2 planchas & 5 figuras de texto) and JBNHS 33: 35–46, 262–278
- Notes on the Flowering of Strobilanthes callosus JBNHS 34: 264–65
- Notes on some wild species of Aroids JBNHS 34: 518–21
- On the Fertilization of the Flowers of the Sausage-Tree (Kigelia pinnata) by Bats JBNHS 35: 467–71
- Notes on Indian Batrachians (10 plates, 2 text-figures) JBNHS 36: 152–80
- Notes on the Flying Fox (Pteropus giganteus) JBNHS 37: 143–49
- Notes on the Common Land Crab (Paratelphusa gucrini) of Salsette JBNHS 39: 531
- The Flamingo (Phoenicopterus ruber antiquorum Temm.) (7 planchas) JBNHS 41: 21–38
- A Reptile and Amphibian Miscellany. 2 partes. (15 planchas 3 figuras de texto) JBNHS 41: 742–64; JBNHS 42: 45–64
- Two naturalists visit Karwar, N. Kanara (1 plancha) JBNHS 42: 602–10
- The Rains come to the Abu Hills. (una plancha) JBNHS 43: 641–47.

### Con Blatter, REV. E., S. J. PH.D., F.I.S.
- Revision of the Flora of the Bombay Presidency—16 parts Vols. JBNHS 32–36
- Two new Species of Grasses from Panchgani (Satara District) JBNHS 32: 357–58
- Some new species of Plants from the Western Ghats. JBNHS 32: 733-36
- A New Ceropegia from the Western Ghats. JBNHS 34: 936
- Another new Ceropegia from the Western Ghats. JBNHS 35: 409
- 1930. Nidification of Storks. JBNHS. 34(2):579-581
- 1931. Courtship of the Scarlet Minivet (Pericrocotus speciosus). JBNHS. 34(4):1061-1062
- 1931. Notes on the Whistling School Boy or Malabar Whistling Thrush (Myiophoneus horsfieldi, Vigors). JBNHS. 35(1):202-204
- 1932. Notes on the nesting habits of the Red-vented Bulbul (Molpastes cafer). JBNHS. 35(3):680-681
- 1936. The Short-eared Owl Asio flammeus (Pontopp.) out at sea. JBNHS. 38(3):623-624
- 1940. A note on the Alpine Swift (Micropus melba bakeri Hartert). JBNHS. 42(1):198-199
- Hughes, ar, ymc McCann. 1939. On the road to Gersoppa and back. JBNHS. 41:446
- 1932. Nestling of the Indian Pied Kingfisher (Ceryle rudis) attacked by larvae of parasitic fly. JBNHS. 35(4):897-898
- 1933. The Brown Hawk-owl (Ninox scutulata Raffles) feeding on bats. JBNHS. 36(4):1002-1003
- 1937. Curious behaviour of the Jungle Crow (Corvus macrorhynchus) and the White-backed Vulture (Gyps bengalensis). JBNHS. 39(4):864
- 1937. The distribution of the White-eared Bulbul (Molpastes leucogenys leucotis (Gould)) in the swamps near the Vaitarna River. JBNHS. 39(4):864-865
- 1937. The breeding of the Little Green Bittern (Butorides striatus javanicus) in Salsette Island. JBNHS. 39(4):869-870
- 1939. The Flamingo (Phoenicopterus ruber antiquorum Temm.). JBNHS. 41(1):12-38
- 1941. Vultures and palms. JBNHS. 42(2):439-440
- 1941. Curious nesting site of the Red-wattled Lapwing (Lobivanellus indicus indicus Bodd.). JBNHS. 42(2):439-440
- 1947. Flamingoes in Kutch-a comment. JBNHS. 47(1):164-166
- 1954. Birds associating natural phenomena with food supply. JBNHS. 52(2-3):607-609
- 1955. Has the Cuckoo a protrusible ovipositor? JBNHS. 52(4):931-932
- 1942. A 'busman's' holiday in the Abu Hills. JBNHS. 43(2):206-217
- 1941. Two naturalists visit Karwar, North Kanara. JBNHS. 42(3):602-610
- 1943. The rains come to the Abu hills. JBNHS. 43(4):641-647

### Libros
- 1959. 100 Beautiful trees of India

## Honores
Fue miembro de la Sociedad linneana de Londres.
La BNHS instituyó el "Fondo Charles McCann para Trabajos a campo", en su memoria para promover investigaciones.

### Epónimos
- (Poaceae) Dichanthium mccannii Blatt.[2]
- (Scrophulariaceae) Mazus mccannii Blatt. & Hallb.[3]
- La abreviatura «McCann» se emplea para indicar a Yale Mervin Charles McCann como autoridad en la descripción y clasificación científica de los vegetales.[4]